# 丹尼·米斯
丹尼爾·約翰·"丹尼"·米斯（英語：Daniel John "Danny" Mills，1977年5月18日—），簡稱丹尼·米斯（英語：Danny Mills），出生於諾福克郡諾域治，是一名前英格蘭職業足球員，司職右閘，亦可打中堅位置，於2009年夏季因膝傷退役。

## 生平

### 球會
早期
米斯的足球生涯在諾域治開始，然而由於未能爭取到正選位置的關係，於1998年轉投查爾頓並協助球會在升班附加賽中以4-4戰平新特蘭並且在互射十二碼階段以7-6擊敗對手，贏得升班英超的席位。
列斯聯
15個月後，米斯以410萬英鎊身價加盟列斯聯，米斯自己形容這是一個夢寐以求的轉會（dream move），並轉會到一個我愛的球會（the club I love）。2000/01球季，米斯協助列斯聯打入了歐聯四強。米斯首次冠軍聯賽亮相是在魯營球場對巴塞隆拿。
2003/04年球季，米斯被外借至米杜士堡。米斯在2004年聯賽杯決賽協助米杜士堡贏得他們首個重要獎盃。
2003/04年球季，隨著列斯聯的降班，米斯亦自由轉會至曼城，並簽下了五年合約。米斯在離開列斯聯後，由於合約關係仍然收取列斯聯所支付的部分工資。米斯和其前隊友奧利維爾·達葛治經常說希望重返列斯聯，不過這並有真正發生過。米斯與其年幼的兒子親眼見證著列斯聯降落英冠。
曼城
2004/05年球季，米斯在曼徹斯特城市球場對富咸的賽事中首次亮相，最終雙方打和1-1。米斯在其加盟首季穩坐正選位置，然而在2005年3月，史超活·皮雅斯取代了奇雲·基瑾的領隊位置後，米斯便失去了其正選的地位。2005/06年球季，米斯重新奪回正選位置，並在2005年10月2日對愛華頓的賽事中以一記25碼外的勁射破網，攻入其個人加盟以來的首球及唯一一球。一個月後，米斯經歷了脛骨受傷，導致他缺席了15場賽事。米斯由於受傷關係，其位置亦被米卡·李察士所奪得，在剩餘的賽季裡，米斯僅上陣了5場。
2006年9月14日，米斯被外借至侯城兩個月。當米斯在1月重回曼城後，可能會再外借至侯城或列斯聯，然而最終會方的決定卻是將米斯留在曼城。當斯文·約蘭·艾歷臣被任命為曼城領隊後，米斯被放上轉會名單，及後被外借至查爾頓直至2007年年尾。
2008年1月，米斯被外借至打比郡直至5月2日。然而，米斯在代表打比郡上陣的第二場賽事便告受傷，因此被終止借用期而返回曼城。2009年7月1日，米斯被曼城所放棄。由於膝蓋傷患嚴重，自2008年1月後已沒有上陣的米斯，於32歲之齡宣佈退役。

### 國家隊
隨著米斯在效力列斯聯時的表現，令他在2001年被英格蘭徵召，並於2001年5月25日友賽對墨西哥的賽事中以後備入替首次亮相。2002年3月27日，米斯在友賽對意大利的賽事中首次正選上陣。米斯亦代表了英格蘭參與2002年世界盃，在英格蘭的5場賽事中沒有缺陣一分鐘，米斯合共代表國家隊上陣了19場。

## 足球以外
米斯是ASBAH（脊柱裂和腦水腫的協會）的贊助人，並且在2002年其兒子阿爾奇逝世後，替協會籌集善款。

## 外部連結
- 足球数据库：丹尼·米斯的球员统计数据
- Ex-canaries.co.uk archives bio（页面存档备份，存于）